# Norrboda-Jomales naturreservat
Norrboda-Jomales naturreservat är ett naturreservat på norra Gräsö i Östhammars kommun i Uppsala län.
Området är naturskyddat sedan 2009 och är 60 hektar stort. Reservatet omfattar en halvö och består av gammal granskog med inslag av lövträd, slåtterängar, strandängar och havsklippor.